# نائب رئيس الجمهورية اليمنية
نائب رئيس اليمن هو ثاني أعلى منصب سياسي في اليمن. النائب يعينه الرئيس، ويعمل كالخليفة الدستوري لرئيس الجمهورية في حالة شغور المنصب. يساعد النائب الرئيس في مهامه. ويستطيع الرئيس تفويض بعض مهامه لنائبه.

## شاغلو المنصب
يتبع تاريخ أصحاب المناصب في اليمن الموحد:
| رقم                                          | الصورة                              | الاسم (الولادة - الوفاة)            | بداية الفترة                        | نهاية الفترة                        | الحزب السياسي                       | رئيس اليمن (الفترة)            | ملاحظة |
| -------------------------------------------- | ----------------------------------- | ----------------------------------- | ----------------------------------- | ----------------------------------- | ----------------------------------- | ------------------------------ | ------ |
| 1                                            |                                     | علي سالم البيض (1939–)              | 22 مايو 1990                        | 6 مايو 1994                         | الحزب الاشتراكي اليمني              | علي عبد الله صالح (1990–2012)  | [ 5 ]  |
| تم إلغاء المنصب (21 مايو 1994–3 أكتوبر 1994) |                                     |                                     |                                     |                                     |                                     | علي عبد الله صالح (1990–2012)  |        |
| 2                                            |                                     | عبد ربه منصور هادي (1945–)          | 3 أكتوبر 1994                       | 27 فبراير 2012                      | حزب المؤتمر الشعبي العام            | علي عبد الله صالح (1990–2012)  | [ 5 ]  |
| شاغر (27 فبراير 2012–13 أبريل 2015)          | شاغر (27 فبراير 2012–13 أبريل 2015) | شاغر (27 فبراير 2012–13 أبريل 2015) | شاغر (27 فبراير 2012–13 أبريل 2015) | شاغر (27 فبراير 2012–13 أبريل 2015) | شاغر (27 فبراير 2012–13 أبريل 2015) | عبد ربه منصور هادي (2012–2022) |        |
| 3                                            |                                     | خالد محفوظ بحاح (1965–)             | 13 أبريل 2015                       | 3 أبريل 2016                        | مستقل                               | عبد ربه منصور هادي (2012–2022) | [ 5 ]  |
| 4                                            |                                     | علي محسن الأحمر (1945–)             | 4 أبريل 2016                        | 7 أبريل 2022                        | حزب المؤتمر الشعبي العام            | عبد ربه منصور هادي (2012–2022) | [ 5 ]  |